# KAO=S
KAO=S（カオス）は、日本の音楽ユニット。
プログレッシブ・ロック・ポップ・ロックなどの幅広い音楽性、オープンコードのギターサウンドとツインボーカル、リードボーカリスト川渕かおりの剣舞を含む独特なパフォーマンスを特徴とする。
和楽器奏者を擁した初期から徐々に音楽性を広げ、2018年からは二人でのデュオや多数の奏者を迎えてのバンド編成など、様々な形態で世界各地でショウを行っている。和風のエンターテイメントショウを行う目的で、KAO=Sが音楽を担当し和楽器奏者や剣舞パフォーマーを加えた形の和風エンターテインメント集団「LADY SAMURAI'S CHAOS」としての活動も行う。スペインのアリカンテ、ドイツのフランクフルト、サウジアラビアのリヤドのステージに立ち、好評を博した。

## 概要
- 2010年夏、シンガーソングライターとして活動していた山切修二と、剣舞師・女優・モーションアクター等多方面で活動していた川渕かおりが出会い、川渕のパフォーマンスをフィーチャーしたインスト大作「桜の鬼」を山切が作曲。同年12月、東京のライヴハウスで二人で初披露。
- 2011年4月に、山切・川渕に津軽三味線奏者のJack（寂空）が加わり、四谷天窓で「桜の鬼」等を演奏。以降、バンド名をKAO=Sとして活動を開始。
- 2012年3月、テキサス州オースティンで開催されたSXSWに出演。続いてシカゴ、ニューヨーク、サンフランシスコ、ロサンゼルス、ラスベガスを周るアメリカツアーを行う[2]。ロサンゼルス・ラスベガス公演には尺八奏者神永大輔が参加（Jackはラスベガス公演は不参加）。
- 2013年3月に、二年連続でSXSWに出演。同年夏よりドイツ・イギリス・フランスのヨーロッパ公演を行う。フランクフルトでは、日本文化フェス「ニッポンコネクション」に出演し、川渕による殺陣、神永による尺八のワークショップも開催された[3]。パリでは、Japan Expoに出演。10月、永田純プロデュースで1stアルバム「ものがたり」を発売。これを機にバンド名の表記は『KAO=S』（すべて大文字）へと変更された。
- 2014年、和楽器バンドのメジャー・デビュー決定を機に、神永が外れる。同年秋にはメンバーでセルフマネジメントD・I・Oエンターテインメント合同会社を設立。10月、東京国際ミュージックマーケットに出展しショウケース演奏。多くの国のバイヤーと商談を行い成立させる。11月にはアメリカCNN局の番組Art of the Movementで紹介される [4][5]。
- 2015年9月に中国・大連およびブラジル・サンパウロで公演。11月に2ndアルバム「Dawn of the Planet Chaos」をリリース。
- 2016年10月にパラグアイ・アスンシオンで一万五千人の前で演奏した。
- 2017年4月にスペイン・アリカンテで開催されたイベントに出演[6]。山切ボーカルによる古典カバー「荒城の月」をバルセロナでレコーディングした。同年6月からロサンゼルスよりKenji Nakaiをプロデューサーに迎え3rdアルバムのレコーディングを開始。制作はクラウドファンディングによる資金調達で行われた。一度レコーディング終了後にJackが脱退を表明した為、作風と収録予定曲を変更。秋よりほぼ最初からレコーディングをやり直す事となった。完成の目処が立った同年末に、Jack脱退発表と共に翌年春の発売予定がアナウンスされた。
- 2018年2月、舞台で川渕が左膝前十字靭帯断裂の事故に遭うも、一週間後に開催されたニュージーランドのSPLORE FESTIVALに出演。松葉杖でステージを遂げた川渕の姿は喝采を浴び、その写真は同年の国際女性デーに、同フェスSNSのトップを飾った。「AMRITA」アルバム発売後、川渕の手術とリハビリを経て、12月に渋谷マウントレーニアホール（現・SHIBUYA ENTERTAINMENT THEATER PLEASURE PLEASURE）にて単独公演を成功させる。
- 2019年、ドイツ、マレーシアで演奏、中国内モンゴル自治区で開催の巨大フェス「CHINA DREAM」に出演。
- 2020年1月にはドイツ、フランクフルトで初のホール単独公演を成功させた。
- 2022年から、和風のエンターテイメントショウを行う目的で、KAO=Sが音楽を担当し、和楽器奏者や剣舞パフォーマーを加えた形の和風エンターテインメント集団「LADY SAMURAI'S CHAOS」としての活動も開始。スペインのアリカンテ、ドイツのフランクフルト、サウジアラビアのリヤドのステージに立ち、好評を博した。

## メンバー
現在のメンバー
山切修二 - ギター/ボーカル
- 山口県宇部市出身。高校在学中からギター/ボーカルを始め、以降バンドやソロ・シンガーソングライターとして活動。[7]KAO=Sではアコースティック・ギターを様々なオープンチューニングで演奏するスタイルをとる。シンガーとしては幅広い声域と声色を持つ。D・I・Oエンターテインメント合同会社代表。

川渕かおり - ボーカル/剣舞

旧メンバー
Jack - 津軽三味線
- 2011年、第30回津軽三味線全国大会においてB級準チャンピオンを受賞。
- 2014年、第32回同大会でも唄付け銀賞を受賞。
- 2018年1月に脱退。

神永大輔 - 尺八　

- 2012年秋に加入。2014年3月にレギュラーメンバーから離れた。

## ディスコグラフィー
- さくら(2013年) - ミニアルバム
※CD販売終了。現在は「桜の鬼」「世界樹」のみ、「ものがたり」アルバムのデジタルリリース盤に収録。
- ものがたり(2013年) - 1stアルバム
※永田純プロデユース。当時のメンバーの担当楽器パートのみで録音された。
- Dawn of the Planet Chaos(2015年) - 2ndアルバム　CDは生産終了
※山切修二プロデュース。
- AMRITA(2018年) - 3rdアルバム
※Kenji Nakaiプロデュース。
- 結う(2018年) - 配信リリースのみ
※フランクフルトで開催された日独友好フェス「マイン祭」のテーマソング。
3バージョン収録EP。
- 荒城の月(2018年) - 配信リリースのみ
※2017年4月にスペイン・バルセロナでレコーディングされた。
- SESSION 2020(2020年) - 配信リリースのみ
※2020年の無観客収録ライブ音源と、そのリミックス。3曲収録EP。
- 桜香る(2021年) - 配信リリースのみ
※代表曲「桜香る」を 5バージョン収録のEP。
- アメノヌボコ(2021年) - 配信リリースのみ
※宝珠悉皆師・那須勲による詩に曲をつけ完成させた「アメノヌボコ」を中心としたEP。
- ZANGEKI LIGHTNING(2022年) - 配信リリースのみ
※津軽三味線奏者・匹田大智をフィーチャリングしたインスト曲。シングル。
- BORN FROM JAPANESE CHAOS(2022年) 
※和楽器アレンジを施した楽曲を中心としたベスト盤。
- MORE THAN BLUE(2023年) - 配信リリースのみ
日本のバンドquaffのカバー。シングル

## 主な公演歴
2012年
- サウス・バイ・サウスウエスト（オースティン、アメリカ）

2013年
- サウス・バイ・サウスウエスト（オースティン、アメリカ）
- ニッポン・コネクション（フランクフルト、ドイツ）
- JAPAN UNDERGROUND （ロンドン、イギリス）
- Japan Expo（パリ、フランス）
- SHIBUYA WWW （単独公演・東京）

2014年
- ニッポン・コネクション（フランクフルト、ドイツ）

2015年
- 大連、中国
- HANABI MATSURI（サンパウロ、ブラジル）

2016年
- 日本パラグアイ移住80周年記念式典イベント（アスンシオン、パラグアイ）

2017年
- Salón del Manga de Alicante（アリカンテ、スペイン）

2018年
- SPLORE FESTIVAL（オークランド、ニュージーランド）
- MAIN MATSURI FESTIVAL（フランクフルト、ドイツ）
- SHIBUYA ENTERTAINMENT THEATER PLEASURE PLEASURE （単独公演・東京）

2019年
- MAIN MATSURI FESTIVAL（フランクフルト、ドイツ）
- CHINA DREAM FESTIVAL（通遼市、中華人民共和国内モンゴル自治区）
- ASIAN COMIC CON （クアラルンプール、マレーシア）
- SHIBUYA PLEASURE PLEASURE （単独公演・東京）

2020年
- Brotfabrick （単独公演・フランクフルト、ドイツ）<

2021年
- MAIN MATSURI FESTIVAL（フランクフルト、ドイツ）

2022年
- Salón del Manga de Alicante（アリカンテ、スペイン）
- MAIN MATSURI FESTIVAL（フランクフルト、ドイツ）
- SHIBUYA PLEASURE PLEASURE （単独公演・東京）

2023年
- JAPAN ANIME TOWN RIYADH SEASON（リヤド、サウジアラビア）
※LADY SAMURAI'S CHAOSとして出演

## メディア出演
- CNNインターナショナル The Art Of Movement（2014年）[8]